# Die Verkündigung (Mersch)

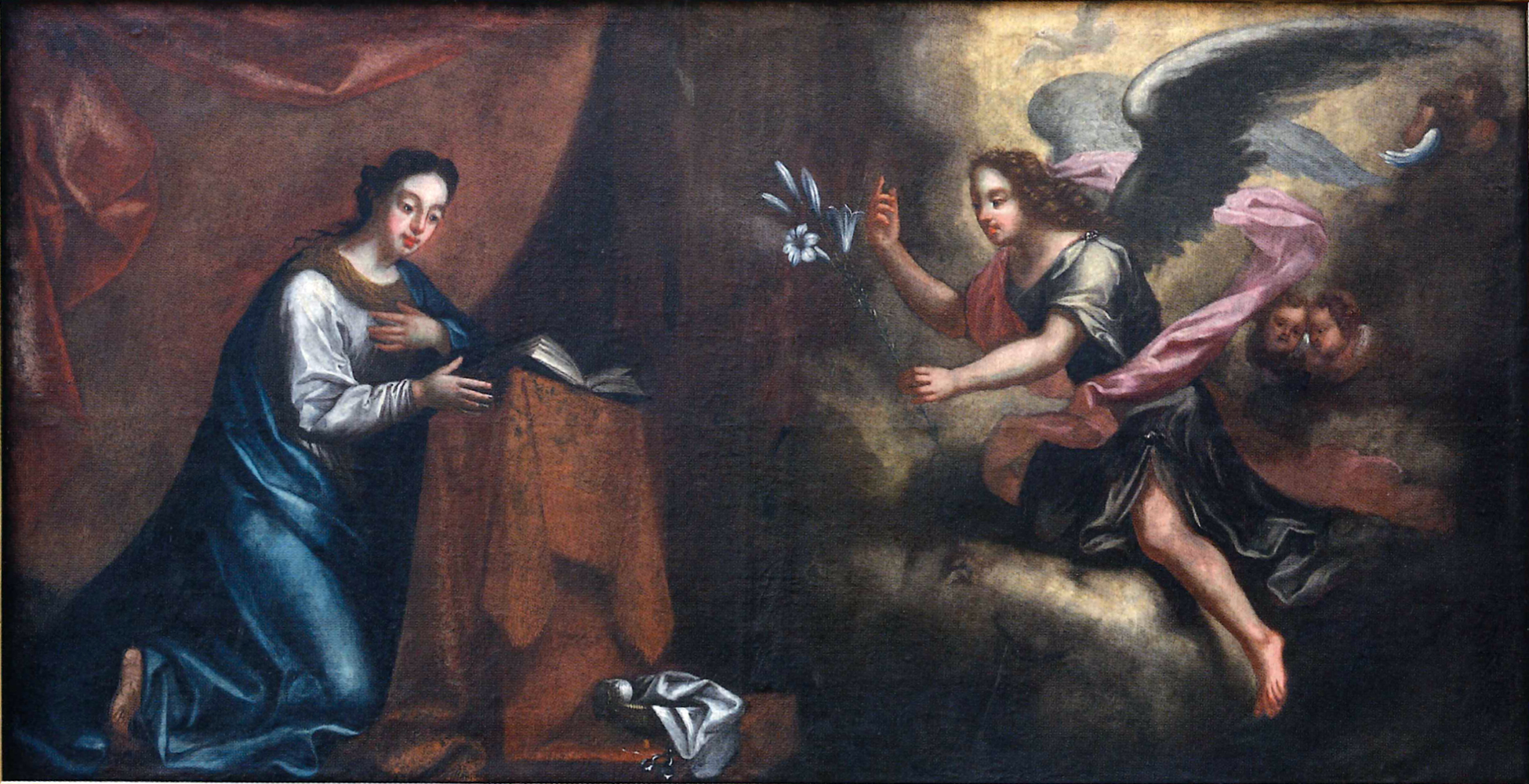
Mariä Verkündung (Flämische Schule)

Die Verkündigung ist ein Ölgemälde, das die Verkündigung des Herrn darstellt. Es entstammt wahrscheinlich einer flämischen Schule des Goldenen Zeitalters, also des 17. Jahrhunderts. Seit Dezember 2014 befindet es sich in der Dekanatskirche Sankt Michael in Mersch. Das Bild zeigt Maria und den Erzengel Gabriel, der ihr verkündet, dass sie den Messias zur Welt bringen soll.
Das großformatige Bild dürfte zum Inventar des nahen Klosters Marienthal gehört haben. Die Klosterkirche war der heiligen Maria geweiht, das Patronatsfest Verkündigung des Herrn am 25. März wurde mit großer Festlichkeit begangen. Der Hauptaltar der Klosterkirche mit der Darstellung Mariens steht heute in Junglinster. Der 1231 gegründete Konvent wurde 1783 aufgelöst. Über viele Jahre wurde anschließend das Erbe veräußert, ohne dass dies dokumentiert worden wäre.

## Bildbeschreibung
In der linken Bildhälfte kniet Maria, gekleidet in einen blauen Mantel und ein helles Untergewand, an einer mit einem roten Tuch bedeckten Gebetsbank. Auf der Bank liegt ein aufgeschlagenes Buch. Auf der rechten Seite stürmt im Flug der Engel Gabriel in den Raum. In der Hand hält er eine langstielige Madonnenlilie. Mit der Rechten er deutet nach oben, wo sich der Himmel öffnet, und in einem goldenen Licht die Taube des Heiligen Geistes erscheint. Der Engel scheint auf einer Wolkenbank zu knien, seine Flügel sind noch im Flug entfaltet, und der leichte, zart fliederfarbene Schleier, der um ihn her flattert, zeigt noch die Dynamik seines Flugs an. Hinter ihm sieht man in den Wolken die Köpfe eines Puttenpaars und schemenhaft weitere Gestalten.
Marias Haltung ist andächtig und demütig. Sie hat ihren Blick abwärts gerichtet und scheint innig in sich versunken. Ihr rechter Arm ist leicht ausgestreckt und sucht Halt an der Betbank. Ihre Linke ist angewinkelt und zeigt zu ihrem Herzen.
Die an exponierter Stelle im Bild in der Art eines Stilllebens am Fuß der Bank postierten Dinge – ein Korb, ein weißes Tuch, ein Granatapfel? –, die die Grenze zwischen der irdischen Welt der Jungfrau und der himmlischen Welt des Engels markieren, sind wegen des schlechten Erhaltungszustandes nicht sicher zu identifizieren.
Das Bild in einem breiten Querformat war ursprünglich mit einem einfachen Eichenholzrahmen versehen und wurde bei der Restaurierung durch einen schwarz lackierten, etwas kleineren Rahmen mit Eckverzierungen im Stil des 17. Jahrhunderts ersetzt.

## Provenienz

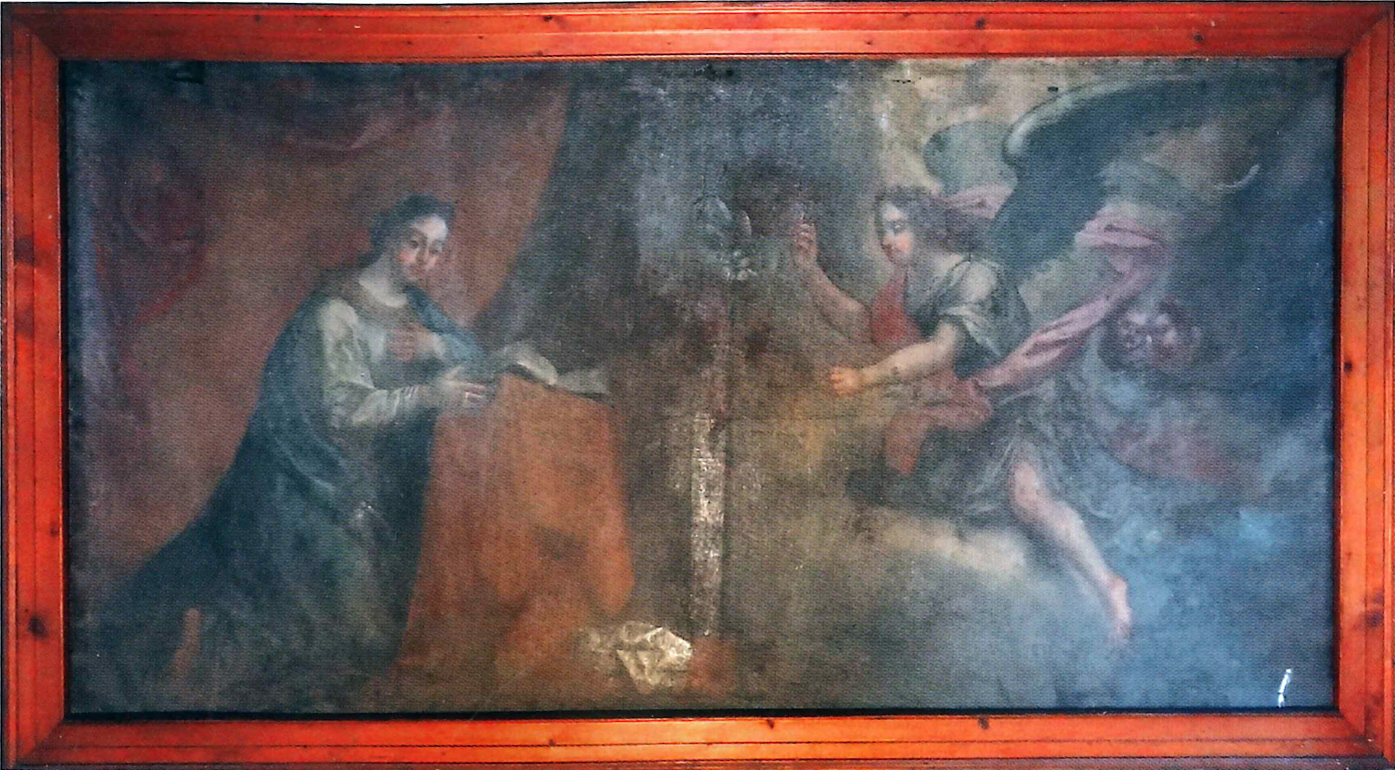
Zustand vor der Restaurierung

Das Bild muss über Jahrzehnte auf dem Dachboden der Alten Schule in Mersch gestanden haben, jedenfalls gab es in der Gemeinde niemanden, der sich an das Bild erinnern konnte. Nachforschungen der „Geschichtsfrënn vun der Gemeng Miersch“ ergaben, dass es ein Erbstück von Jeanne Servais war, das sie der Gemeinde vermacht habe. Die Familie Servais ist in Mersch sehr bekannt, ihr entstammt beispielsweise der ehemalige Staatsminister Emmanuel Servais, Sohn eines Bürgermeisters von Mersch.
Die dringend gebotene Restaurierung wurde von einem Gemeindemitglied in seiner Werkstatt in Lüttich durchgeführt. Auf Beschluss des Merscher Kirchenrats wurde das Gemälde an prominenter Stelle in der Dekanatskirche aufgehängt.